# Espérantiste de l'année
Chaque année depuis 1998, la revue La Ondo de Esperanto, décerne en accord avec un jury international le titre honorifique d’Espérantiste de l'année (en espéranto : Esperantisto de la Jaro), qui récompense l'action du titulaire en faveur de la langue internationale espéranto. Le titre est attribué en fin d’année pour les actions menées au cours de l’année.

## Liste des espérantistes de l’année
| Année | Espérantiste                                    | Pays d’origine           | Raison de la distinction |
| ----- | ----------------------------------------------- | ------------------------ | --- |
| 1998  | William Auld                                    | Écosse                   | Nommé au prix Nobel de littérature, projet de traduction de Tolkien en espéranto |
| 1999  | Keppel Enderby                                  | Australie                | Participation active en tant que président de l'Association universelle d'espéranto, en direction des espérantistes et du grand public |
| 2000  | Hans Bakker Mauro La Torre (eo) Jouko Lindstedt | Pays-Bas Italie Finlande | H. Bakker : actions en faveur de l’espéranto en Afrique M. La Torre : projet Interkulturo avec près de 2 000 membres J. Lindstedt : organisation de séminaires concernant de Manifeste de Rauma et le Hejma vortaro |
| 2001  | Osmo Buller                                     | Finlande                 | Mise en place de communiqués informatifs fréquents pour l’Association universelle d'espéranto, diffusion de l’espéranto en Chine et Lituanie |
| 2002  | Michel Duc Goninaz                              | France                   | Révision du dictionnaire Plena Ilustrita Vortaro de Esperanto |
| 2003  | Dafydd ap Fergus (eo)                           | Pays de Galles           | Travail d’information très actif au centre de communication de Bruxelles |
| 2004  | Helmar Frank                                    | Allemagne                | Président reconnu pour la coordination des actions de l’Académie internationale des sciences de Saint-Marin |
| 2005  | Povilas Jegorovas                               | Lituanie                 | Organisation exemplaire du 90e congrès mondial d'espéranto, notamment communication à destination du grand public |
| 2006  | Bertilo Wennergren                              | Suède                    | Ouvrage de grammaire Plena Manlibro de Esperanta Gramatiko |
| 2007  | Peter Zilvar (eo)                               | Allemagne                | Action à Herzberg am Harz, la ville de l'espéranto |
| 2008  | Ilona Koutny                                    | Hongrie                  | Conduite des études interlinguistiques à l'Université Adam Mickiewicz (UAM) à Poznań. |
| 2009  | Alexandre Korjenkov (eo)                        | Russie                   | Publication du livre Homarano concernant la vie, les écrits et idées de Zamenhof |
| 2010  | Katalin Kováts                                  | Hongrie                  | Travail accompli en lien avec les examens du Cadre européen commun de référence pour les langues (CECRL) et le site Edukado.net (eo) |
| 2011  | Dennis Keefe (eo)                               | États-Unis               | Diffusion de l’espéranto en Chine à un niveau universitaire |
| 2012  | Peter Baláž                                     | Slovaquie                | Participation à des projets internet, édition de livres et CD sur et en espéranto, énergie insufflée au mouvement jeune |
| 2013  | Mark Fettes                                     | Canada                   | Participation à la fondation ESF qui finance entre autres Lernu!, Edukado.net, NASK, etc. et le regain d’énergie apporté à l’Association universelle d'espéranto |
| 2014  | Mireille Grosjean                               | Suisse                   | Organisation du 5e congrès d’espéranto d’Afrique, travail actif au sein de la Ligue internationale des enseignants d'espéranto, préparation du troisième colloque international sur l’enseignement de l’espéranto |
| 2015  | Chuck Smith                                     | États-Unis               | Promotion et usage de l’espéranto sur l’Internet, par la création d’un cours d’espéranto sur Duolingo |
| 2016  | Stefan MacGill                                  | Nouvelle-Zélande         | Mise en place des séminaires AMO (eo) dans plusieurs pays et information concernant les activités en lien avec l’espéranto |
| 2017  | Huang Yinbao                                    | Chine                    | Lancement, mise en place d’une équipe et rédaction du Courrier de l'Unesco en espéranto, ainsi que de la revue Tra la mondo (eo) |
| 2018  | Hori Yasuo                                      | Japon                    | Lancement et administration du projet de lecture Esperanto-Sumoo (eo) (en novembre 2018, plus de 300 lecteurs de 33 pays) et rédaction et édition annuelle des Raportoj el Japanio. |
| 2019  | Anna Löwenstein                                 | Royaume-Uni              | Initiation de la Movada Foiro dans le cadre du Congrès universel d'espéranto en 2006 à Florence et réorganisation chaque année. Création et rédaction du site [uea.facila.org UEA.Facila] qui propose de nombreux articles faciles d'accès pour les débutant·es.                                                                               |
| 2020  | Fernando Maia Jr. (eo)                          | Brésil                   | Depuis 2019 vice-président de l'Association mondiale d'espéranto. En 2020, quand la pandémie de COVID-19 commence, il propose et coordonne l'organisation du Congrès Universel en ligne sous le nom de “Virtuala Kongreso de Esperanto” et de MondaFest’, série d'événements en ligne qui a permis la participation de nouveaux espérantistes. |
| 2021  | Halina Gorecka (eo)                             | Russie                   | Travail d'éditrice et d'administratrice de la maison d'édition Sezonoj (121 livres) et de la revue La Ondo de Esperanto (309 numéros) |
| 2022  | Edmund Grimley Evans (eo)                       | Royaume-Uni              | Administrateur et plusieurs fois président de l’Association britannique d'espéranto, il a écrit plusieurs livres primés. |
| 2023  | Sun Mingxiao                                    | Chine                    | |

Remarques
- En 2000, trois candidats reçurent un nombre égal de voix.
- En 2001, Osmo Buller et Claude Piron ont reçu encore une fois le même nombre de voix, mais, en accord avec le règlement, Osmo Buller l'emporta car il avait été proposé par un plus grand nombre de personnes.

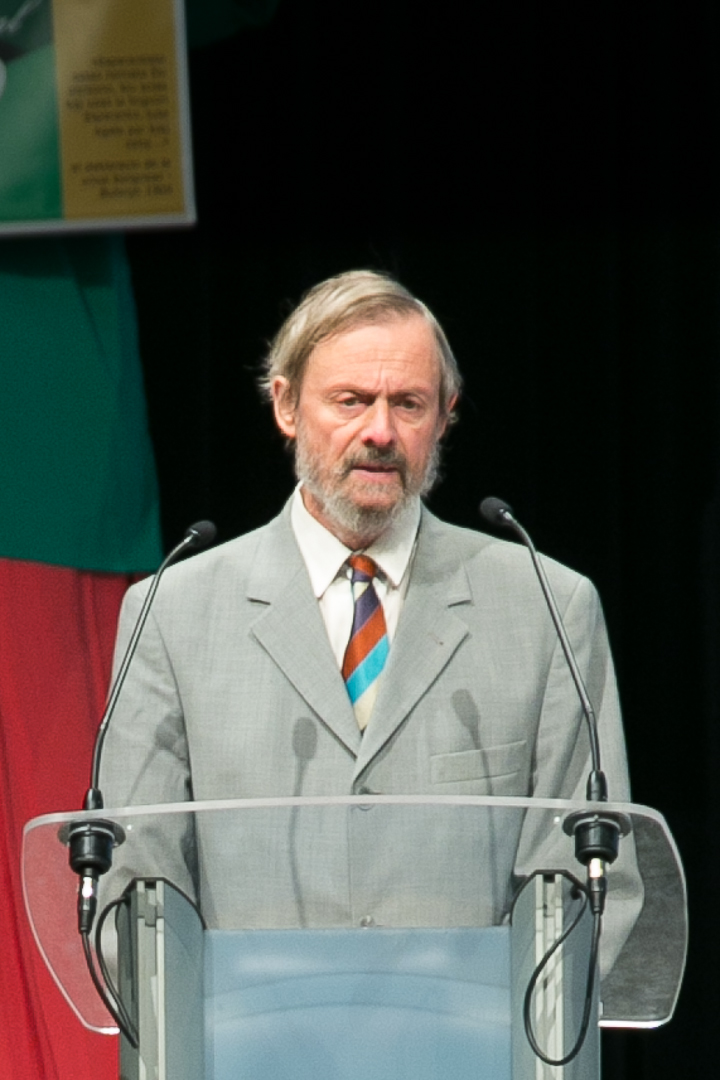
Stefan MacGill, prix 2016.
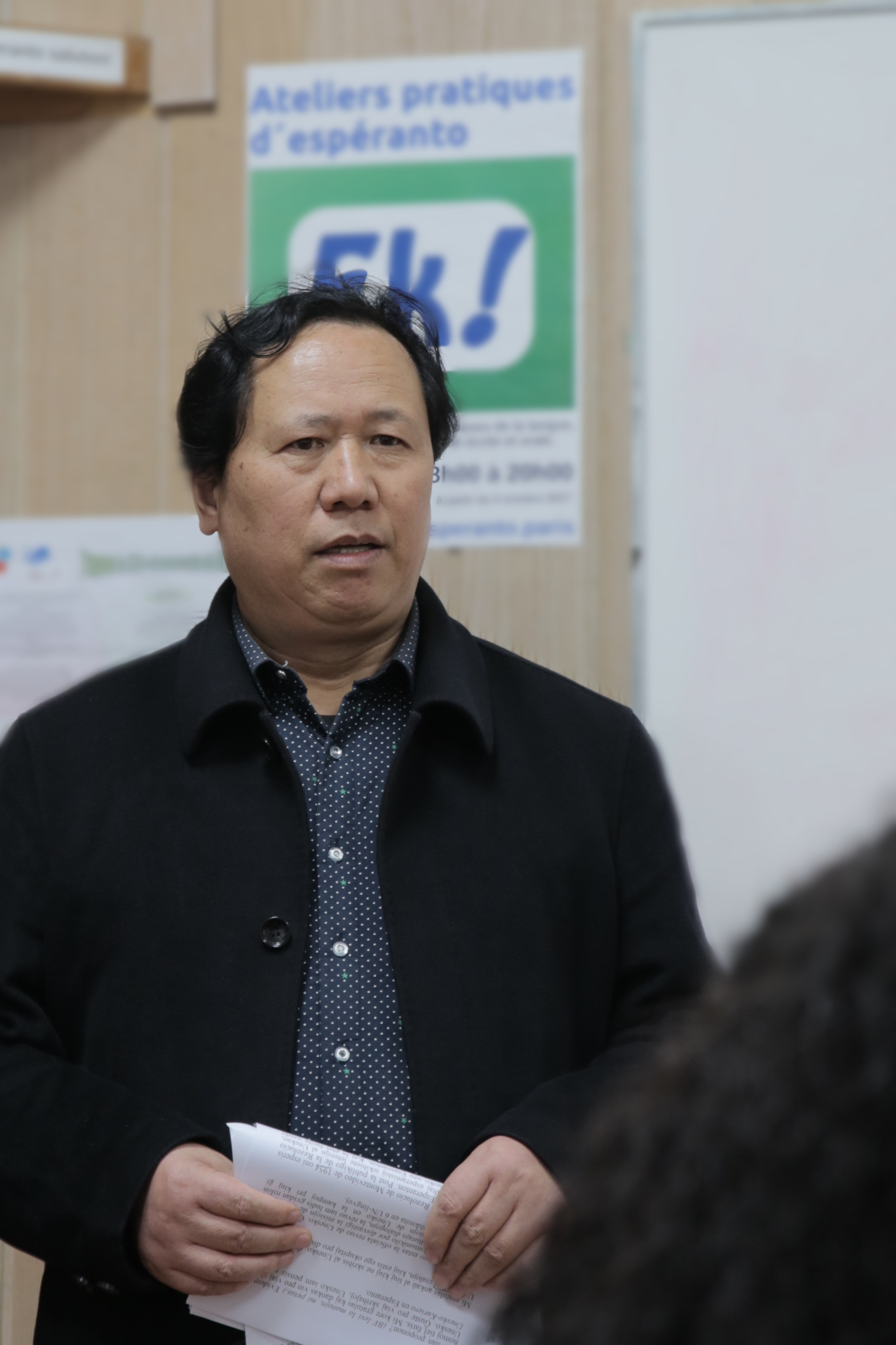
Huang Yinbao, prix 2017.
Hori Yasuo, prix 2018.
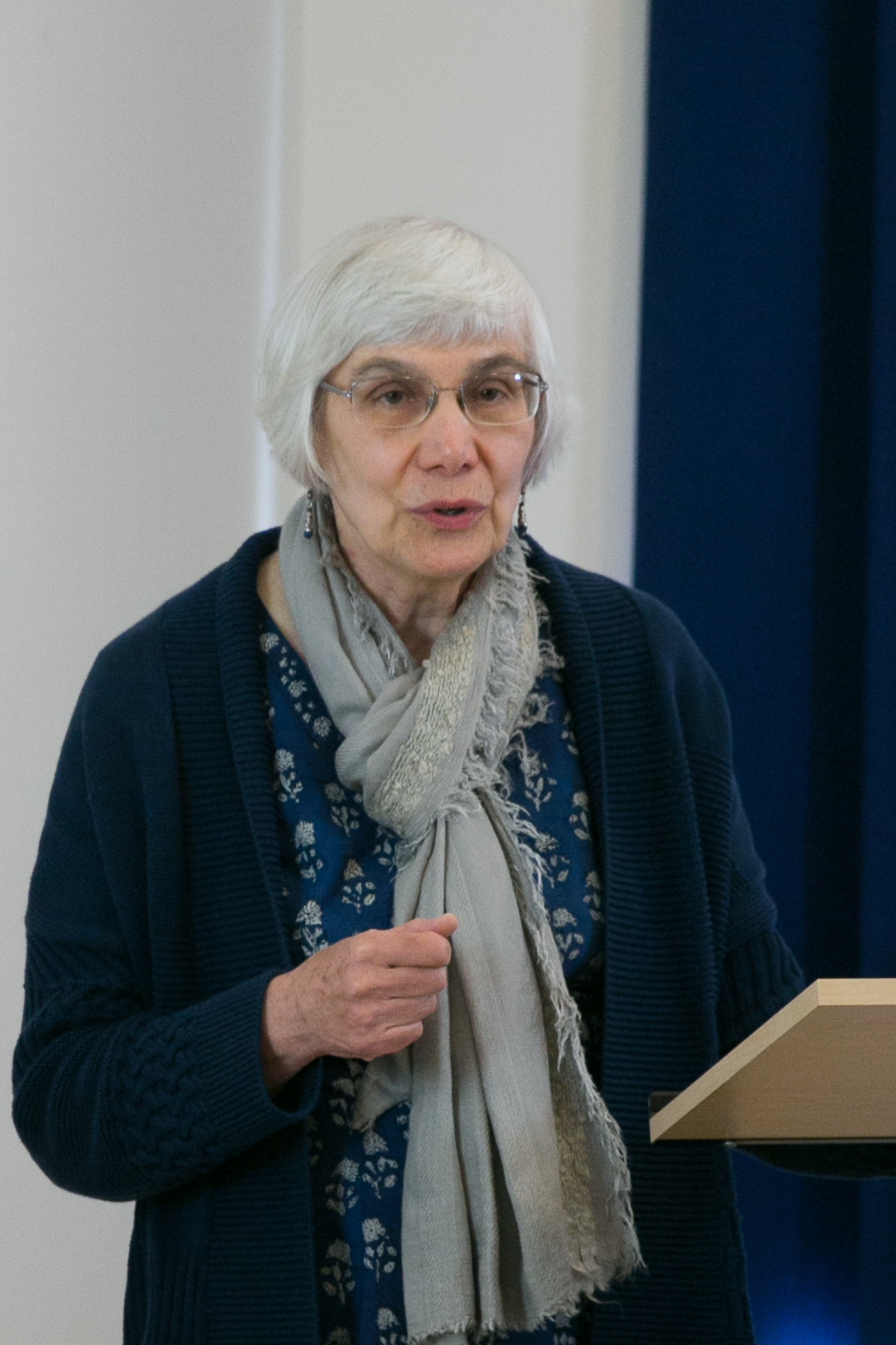
Anna Löwenstein, prix 2019.
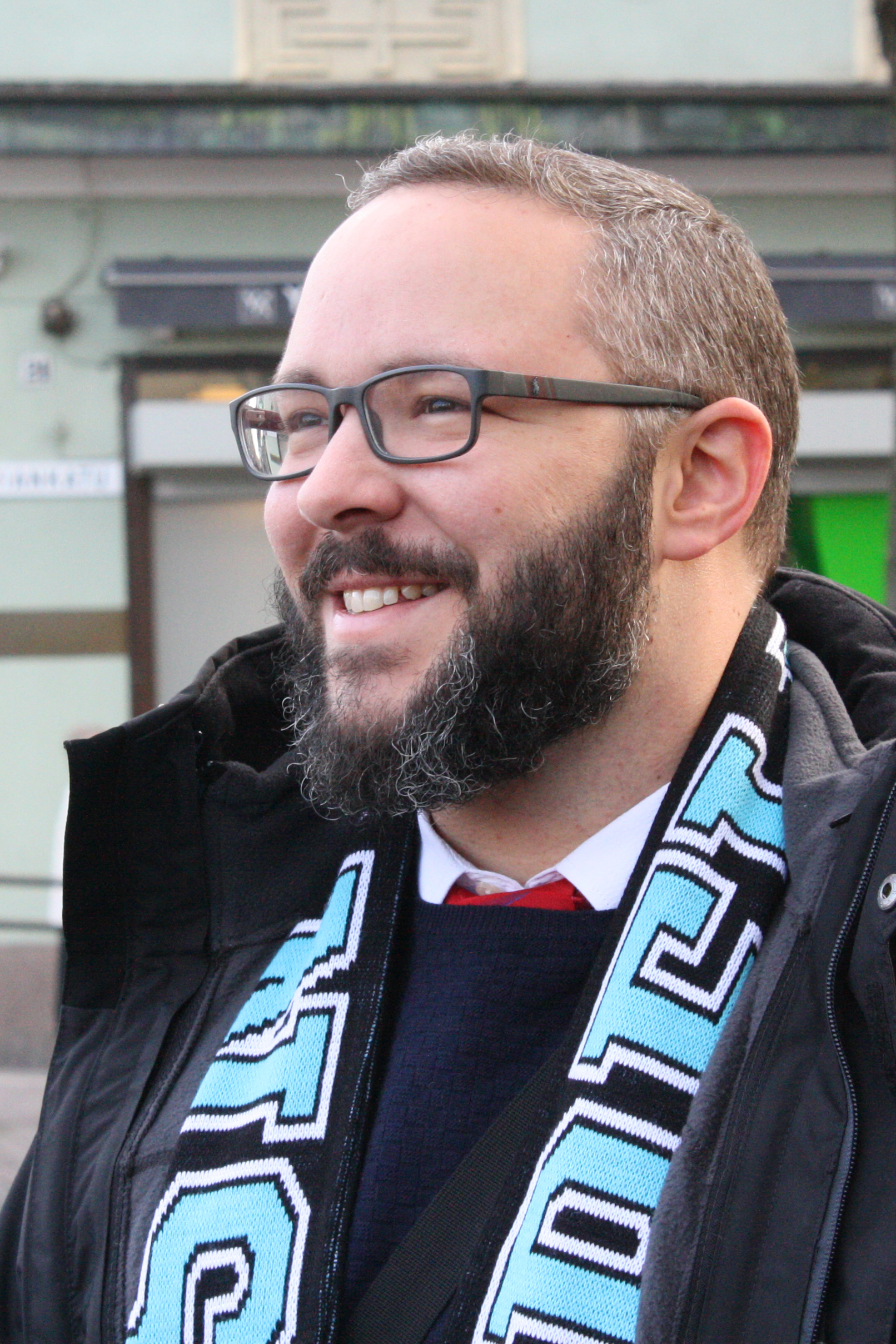
Fernando Maia Jr. (eo), prix 2020.